# Neivacoris
Neivacoris is een geslacht van wantsen uit de familie van de Reduviidae (Roofwantsen). Het geslacht werd voor het eerst wetenschappelijk beschreven door Herman Lent & Petr Wolfgang Wygodzinsky in 1947.

## Soorten
Het genus bevat de volgende soorten:

- Neivacoris microcephalus Lent & Wygodzinsky, 1947
- Neivacoris neivai (Costa Lima, 1940)
- Neivacoris steini (Stål, 1859)